# Manchester terrier
Manchester terrier – jedna z ras psów, należąca do grupy terierów, zaklasyfikowana do sekcji terierów wysokonożnych. Nie podlega próbom pracy.

## Rys historyczny
W 1800 Anglię opanowały szczury, których zabijanie stało się jednym z popularniejszych sportów. John Hulme, entuzjasta psich wyścigów i walk ze szczurami skrzyżował whippeta z mieszańcem teriera, aby otrzymać ciętego, zwinnego psa, nadającego się do sportów. Pomysł okazał się trafny i po wielu jego powtórzeniach wyhodowano nową rasę. W 1827 rozpowszechniły się walki psów, do których Manchester Terier nadawał się równie dobrze, jak do starć ze szczurami. Uszy kopiowano, aby zapobiec ich urazom.

W 1860 rasę nazwano manchester terrier – od Manchesteru, gdzie występowały najczęściej. Zainteresowanie wzbudzały mniejsze odmiany, przez co psy te zaczęto krzyżować z rasą chihuahua, co skutkowało poważnymi wadami w budowie. Małe manchester terriery były wykorzystywane na polowaniach do penetrowania lisich nor. Jako że nie mogły nadążyć za większymi od nich gończymi jeźdźcy trzymali je w specjalnie zaprojektowanych, skórzanych sakwach.

## Odmiany
W Ameryce Północnej występują dwie odmiany manchester terriera. Toy manchester terrier jest pomniejszoną kopią standardowego, waży poniżej 5 kg i ma naturalnie stojące uszy. W Anglii są to odrębne rasy: manchester terrier i english toy terrier.

## Użytkowość
Dawniej wykorzystywany jako pies myśliwski i do walk ze szczurami, teraz głównie jako towarzysz.

## Zachowanie i charakter
Manchester terriery od zawsze przebywały w towarzystwie człowieka, toteż są psami przyjaznymi i oddanymi, nieagresywnymi wobec dzieci. Czujne i pełne temperamentu, zawsze skłonne do zabaw, lecz nie wymagają regularnej aktywności. Są bardzo bystre i wesołe, nie są psami z natury agresywnymi.